# In the Middle of Nowhere
In The Middle Of Nowhere (с англ. — «Где-то в неизвестности») — четвёртый студийный альбом немецкой диско-группы Modern Talking, выпущенный 10 ноября 1986 года. Альбом возглавил чарт Германии, а также был сертифицирован как золотой в Германии и Гонконге и как платиновый — в Испании и Швейцарии.

## Об альбоме
In The Middle Of Nowhere содержит два международных хита — Geronimo’s Cadillac и «Give Me Peace On Earth», а также такую композицию, как «Riding On A White Swan». Песня «Lonely Tears In Chinatown» издавалась синглом в Испании. Альбом является менее хитовым, чем предыдущий, являющийся одним из самых успешных альбомов группы (Ready For Romance — 1986). После выпуска первых пяти синглов #1 в Германии и в ряде других стран, а также третьего альбома, дуэт Modern Talking достиг пика своего успеха, благодаря чему альбом «In The Middle Of Nowhere» также имел большой коммерческий успех во многих европейских и азиатских странах, и в первую очередь на Родине группы.

## Список композиций
1. «Geronimo’s Cadillac» (3:16)
2. «Riding On A White Swan» (3:52)
3. «Give Me Peace On Earth» (4:11)
4. «Sweet Little Sheila» (3:03)
5. «Ten Thousand Lonely Drums» (3:29)
6. «Lonely Tears In Chinatown» (3:29)
7. «In Shaire» (3:42)
8. «Stranded In The Middle Of Nowhere» (4:29)
9. «The Angels Sing In New York City» (3:32)
10. «Princess Of The Night» (3:53)

## Позиции в чартах
- ФРГ — 1 место.[1]
- Турция — 1 место.
- Чили — 1 место.
- Австрия — 2 место.[2]
- Швейцария — 3 место.[2]
- Греция — 4 место.
- Норвегия — 8 место.[2]
- Швеция — 9 место.[2]
- Нидерланды — 37 место.

## Сертификации
| Регион | Сертификация | Продажи  |
| --- | ------------ | -------- |
| Германия (BVMI) | Золотой      | 250 000^ |
| Гонконг (IFPI Hong Kong)                                                                                                 | Золотой      | 10 000*  |
| Испания (PROMUSICAE) | Платиновый   | 100 000^ |
| Швейцария (IFPI Switzerland)                                                                                             | Платиновый   | 50,000^  |
| * Данные о продажах приведены только на основе сертификации. ^ Данные о тиражах приведены только на основе сертификации. |              |          |